# Coral El Llessamí
La Coral El Llessamí és una formació vinculada a la Societat Cultural La Vicentina, de Sant Vicenç dels Horts, al Baix Llobregat. Fundada el 1860 i integrada a la Federació de Cors de Clavé, té una trajectòria molt arrelada al seu entorn i ha fet diverses actuacions a països d'Europa i d'Amèrica. El Govern de Catalunya li atorgà la Creu de Sant Jordi el 2014.